# Robert Peters
Robert Peters (nacido en 1961) es un director y actor de carácter estadounidense.

## Primeros años
Peters nació el 20 de julio de 1961 en Tulsa, Oklahoma y se graduó de Edison High School y de la Universidad de Oklahoma. Su abuelo ayudó a establecer Alcohólicos Anónimos en Oklahoma. Cuando era adolescente, Peters apareció en el Tulsa Little Theatre. Ahora es residente tanto de Oklahoma como de California, y trata de filmar películas en Oklahoma cuando es posible.

## Carrera
Peters ha aparecido en numerosas películas y programas de televisión y comerciales. Sus créditos cinematográficos incluyen In the Line of Fire (1993), Ocean's Eleven (2002) y Lincoln (2012). El primer largometraje que dirigió fue Half Empty, una comedia musical de 2006. Ha aparecido en al menos 46 producciones desde 1988. Entre las películas rodadas en Oklahoma en las que apareció se encuentran Eye of God, The Round and Round y la película de béisbol Home Run (2013).

## Filmografía seleccionada
- Red Shoe Diaries (1992-1997), serie de televisión, 2 episodios
- Ángel (1999), serie de televisión, 2 episodios
- Sin advertencia (1994)
- Ocean's Eleven (2001)
- Open House (2004)
- The Last Run (2004)
- Supernatural (2005)
- Bright Falls (2010)
- Lincoln (2012)
- Bienvenido a la jungla (2013)
- Grand-Daddy Day Care (2019)
- Nefarious (2023)